# شاهدخت ریشی (۱۳۰۷-۱۲۷۰)
شاهدخت ریشی (به ژاپنی: 姈子内親王 Princess Reishi)؛ ۵ اکتبر ۱۲۷۰ – ۲۲ اوت ۱۳۰۷) یکی از امپراتریس‌های ژاپن همسر امپراتور گو-اودا اهل ژاپن بود.